# 犬と笛
『犬と笛』（いぬとふえ）は芥川龍之介の短編小説。『赤い鳥』に1919年（大正8年）に発表。芥川の児童文学中でも冒険色が強い作品。

## あらすじ
大和国（現在の奈良県）に住む木こりの髪長彦は、ある日森の中で神に出会う。神が「願いは何だ？」と訊くと髪長彦は「犬が欲しい」と答えた。髪長彦の無欲さを気に入った神は髪長彦に三匹の犬を与えた。その三匹の犬は特殊な力があり、犬といっしょに囚われの身の大和国の姫を救う旅に出る。